# Geographie der Stadt Rodewisch

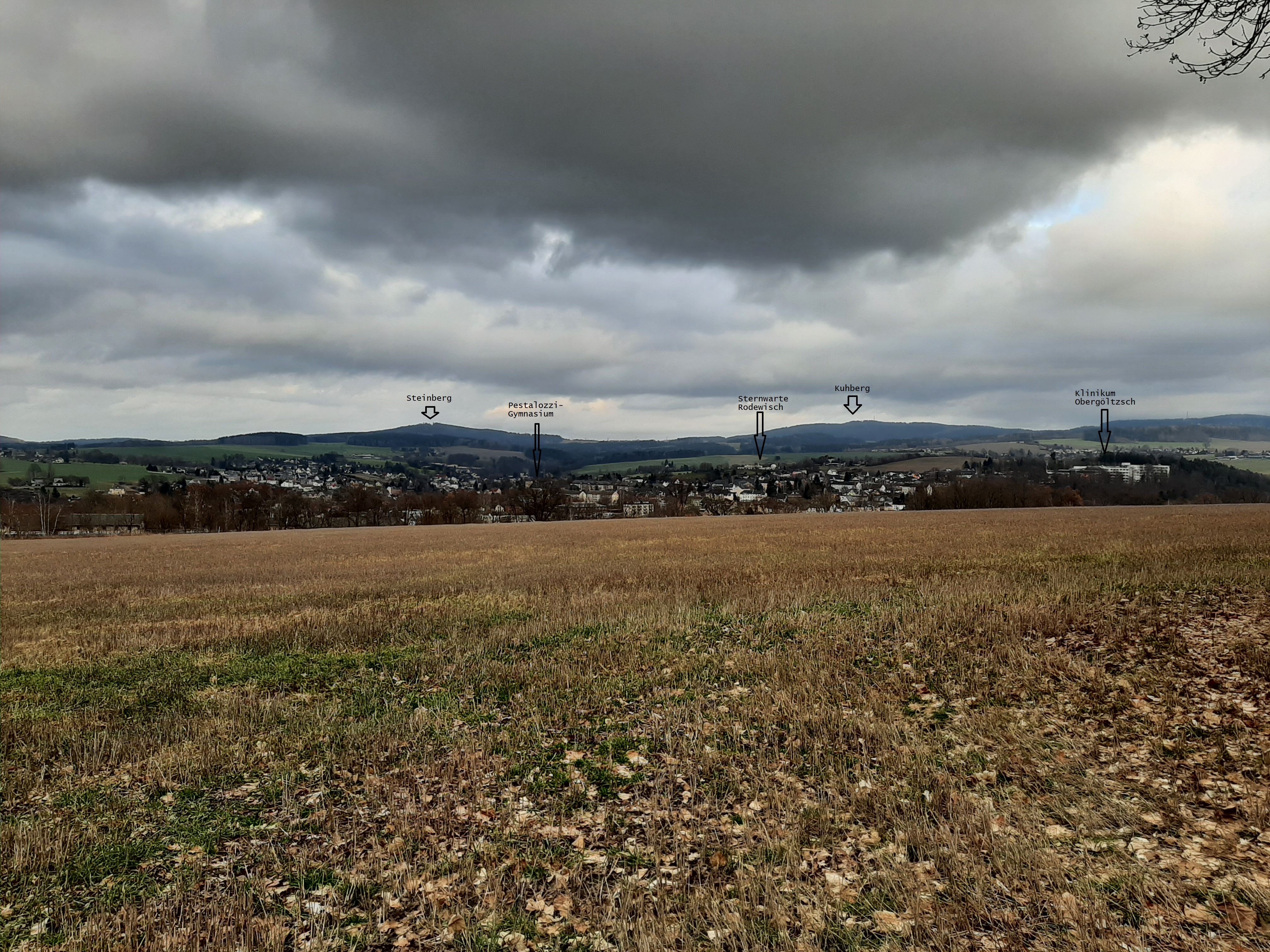
Blick auf Rodewisch (oben); die Göltzsch im Ortsteil Niederauerbach

Die Geographie der vogtländischen Stadt Rodewisch umfasst die naturräumliche Lage, die Geologie und die politische Geographie der Stadt Rodewisch mit ihren eingemeindeten Ortsteilen Rützengrün und Röthenbach. Rodewisch liegt am Westrand des Erzgebirges im Tal der Göltzsch im sächsischen Teil des Vogtlandes. Die Stadt nimmt mit einer Fläche von 26,88 km² unter den Kommunen des Vogtlandkreises einen mittleren Platz ein.

## Physische Geographie

### Naturräumliche Lage
Rodewisch liegt im Tal der Göltzsch an den Einmündungen des Wernesbachs und der Pöltzsch auf einer Höhe von rund 450 m ü. NN. und damit im Osten des Vogtlandkreises in Südwestsachsen. Die Stadt liegt im sächsischen Teil des historischen Vogtlandes. Somit liegt Rodewisch im deutschen Mittelgebirgsraum in unmittelbarer Nähe zum Erzgebirge. Die Stadt ist sowohl ungefähr 23 km von Plauen als auch von Zwickau entfernt.
Rodewisch liegt im Osten des Naturraums Vogtland und ist vom Bundesamt für Naturschutz der Landschaft „Auerbach-Rodewisch“ (Landschafts-ID 215) zugeordnet. Diese liegt in der Landschaftsgroßeinheit der deutschen Mittelgebirgsschwelle. Es handelt sich um einen Verdichtungsraum westlich des Westerzgebirges. Westlich des Stadtgebietes beginnt der Naturraum „Untere Lagen des Westerzgebirges“, der durch teils dichte Fichtenforste gekennzeichnet ist. Land- und Forstwirtschaft sind vorherrschend. Ebendort beginnt auch der Naturpark Erzgebirge/Vogtland, der die Stadtgebiete von Rodewisch und Auerbach ausspart, Teile der Vegetationsflächen aber umfasst.
Zur Naturräumlichen Lage siehe auch:
- Naturräume in Sachsen
- Liste der naturräumlichen Einheiten in Sachsen

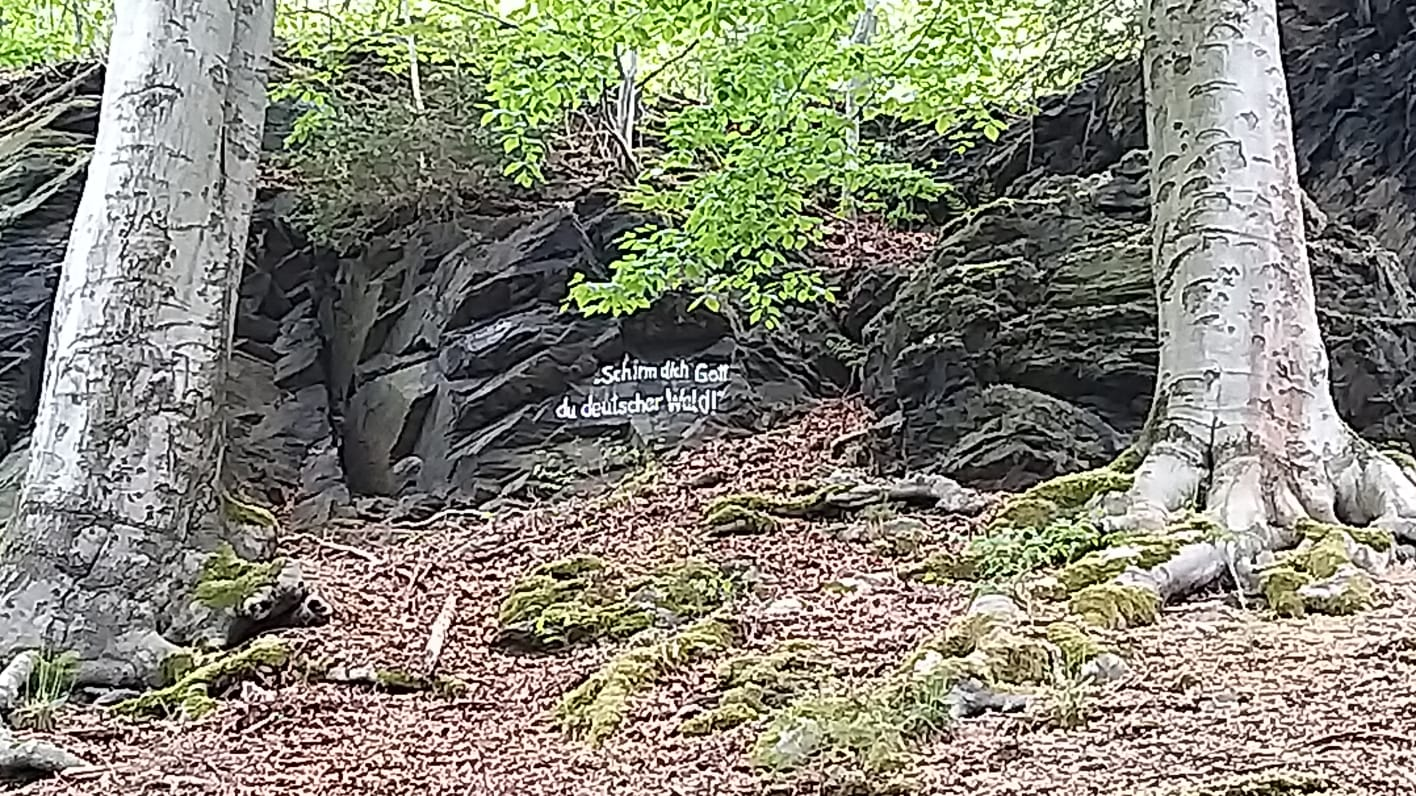
Felsen am Poetenweg

- Liste der Landschaften in Sachsen
- Westerzgebirge

### Geologie
Die Stadt befindet sich auf Granit und Phyllit. Eine geologische Besonderheit befindet sich in der Gemarkung Rützengrün. Dort befindet sich eine Brekzie an der Neuen Rützengrüner Straße. Dabei handelt es sich in diesem Fall um Verkittungen von Phylliten.

### Berge und Höhenlage
Der niedrigste Punkt der Stadt hat eine Höhe von etwa 391,4 m und liegt im Tal der Göltzsch nahe der Neuhütte an der Stadtgrenze zu Lengenfeld; der höchste 667 m südöstlich von Rützengrün nahe der Stadtgrenze zum Auerbacher Ortsteil Schnarrtanne.
Vom Höhenrücken zwischen Treba und Göltzsch aus, auf dem sich in Richtung Nordosten die Rodewischer Steinbergschanzen befindet, hat man einen guten Blick auf den der Nachbargemeinde namensgebenden Steinberg (659 m ü. NN.) und den schon im Nachbarlandkreis befindlichen Kuhberg, der noch vor dem Laubberg (767 m ü. NN.) mit 795 m ü. NN. die größte Erhebung der Umgebung ist. Auf dem gegenüberliegenden Südhang befindet sich der viel kleinere nicht dominante Galgenberg (etwa 454 m ü. NN.). Ein guter Blick auf den Galgenberg ergibt sich durch den Neubau des Zubringers zur Eicher Spange in Richtung Rodewisch. Er liegt genau gegenüber der Ampelkreuzung.
An der Straße von Rodewisch nach Abhorn führt die Stadtgrenze über einen weiteren Höhenrücken. Der höchste Punkt wurde früher als Ohspann (=Anspann) bezeichnet. Hier wurden Pferde an Gespannen umgespannt. Die Höhe liegt hier bei etwa 475 m und damit rund 70 m höher als am Kreisverkehr in Richtung Lengenfeld.
Der Galgenberg erhielt seinen Namen aufgrund folgender Begebenheit, die im Rodewischer Kirchenbuch niedergeschrieben steht:

„1739 wo Freitag nach dem 10. Trinitatis-Sonntage Barbara Löffler von hier, so ihre Mutter vergiftet hatte, auf dem Galgenberge enthauptet, und deren Körper auf’s Rad gelegt wurde.“

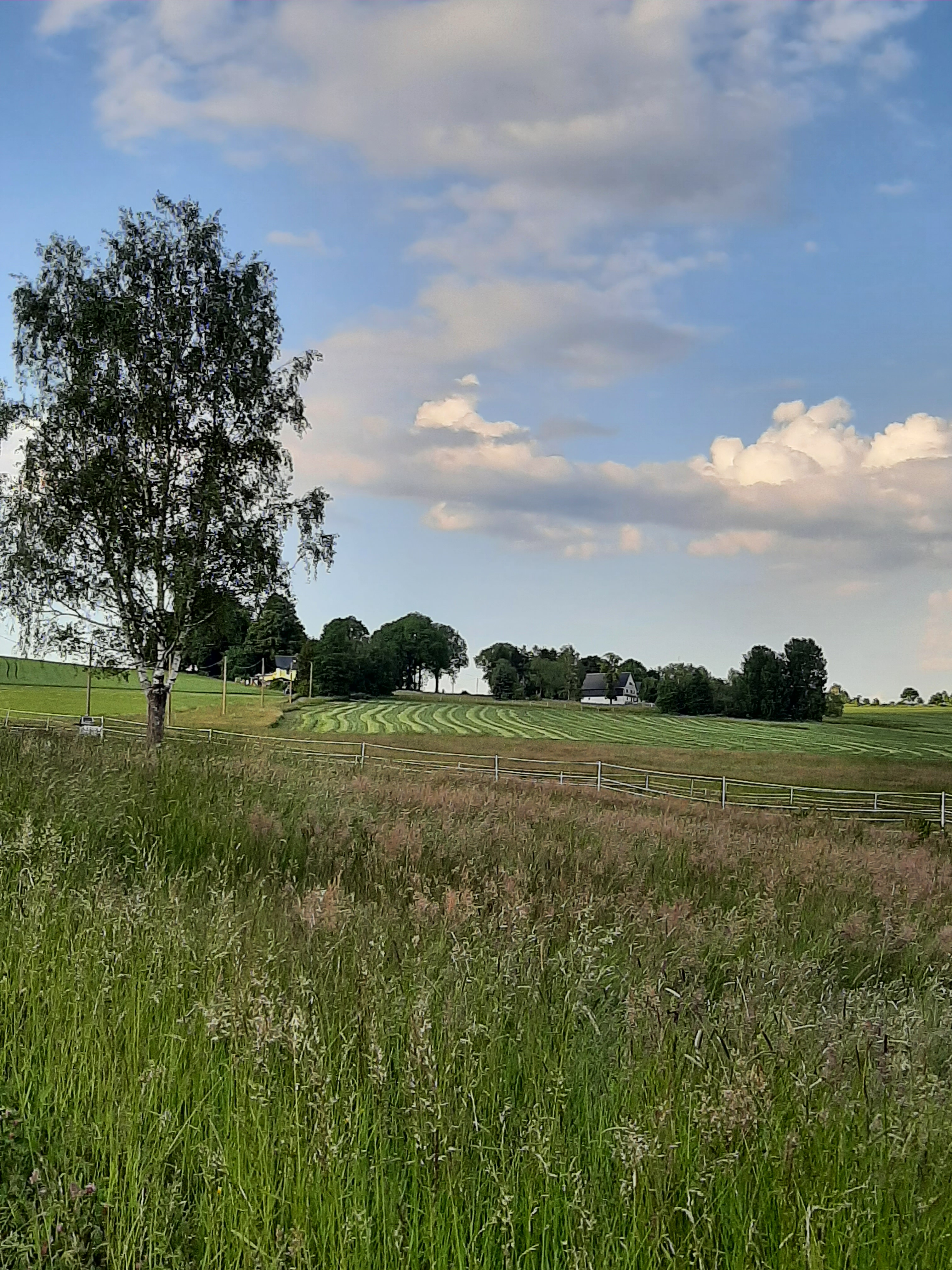
Winkelhäuser in Rodewisch
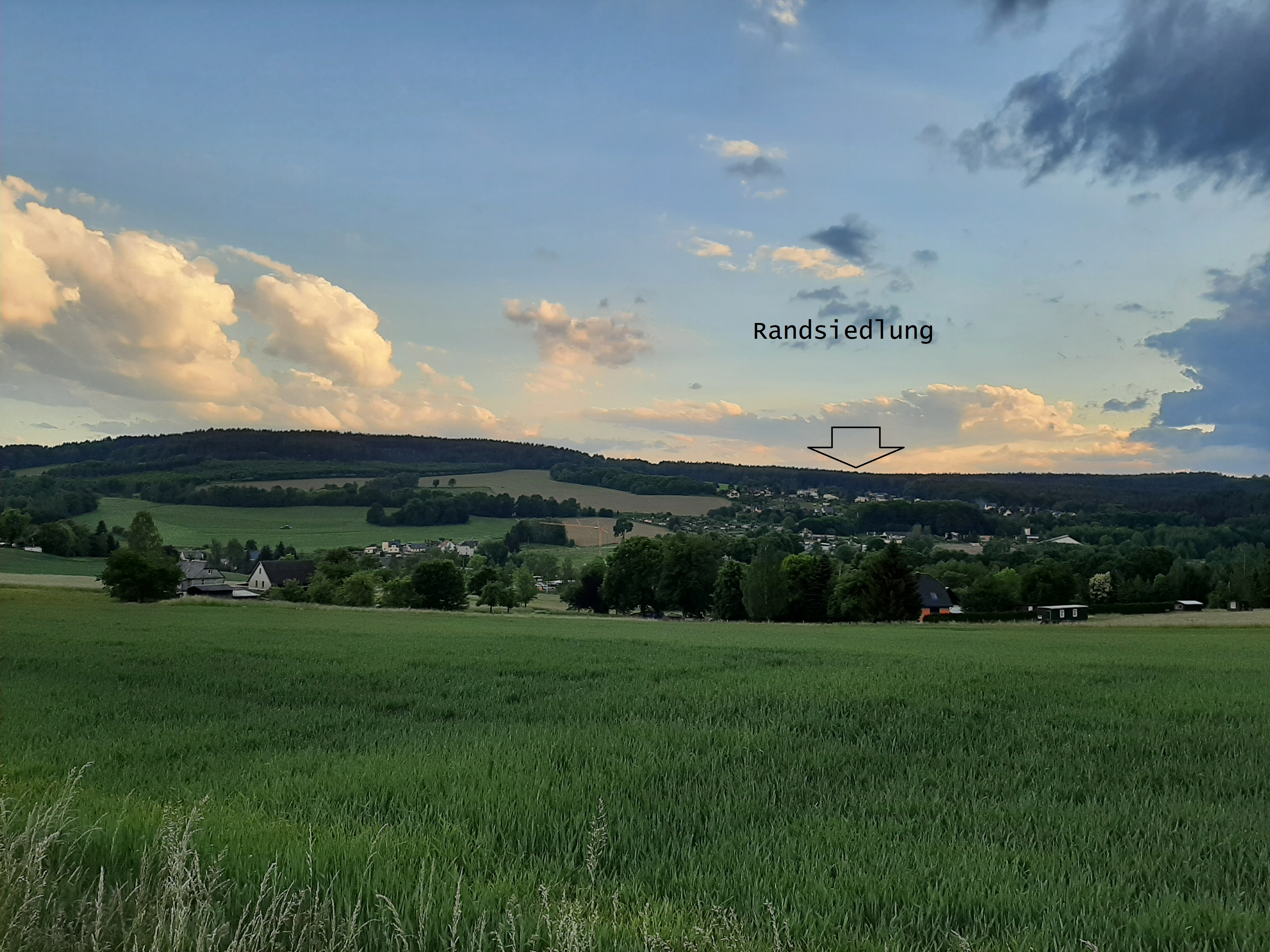
Randsiedlung in Rodewisch von der Abhorner Straße aus – im Vordergrund Teile der Zeidelweide
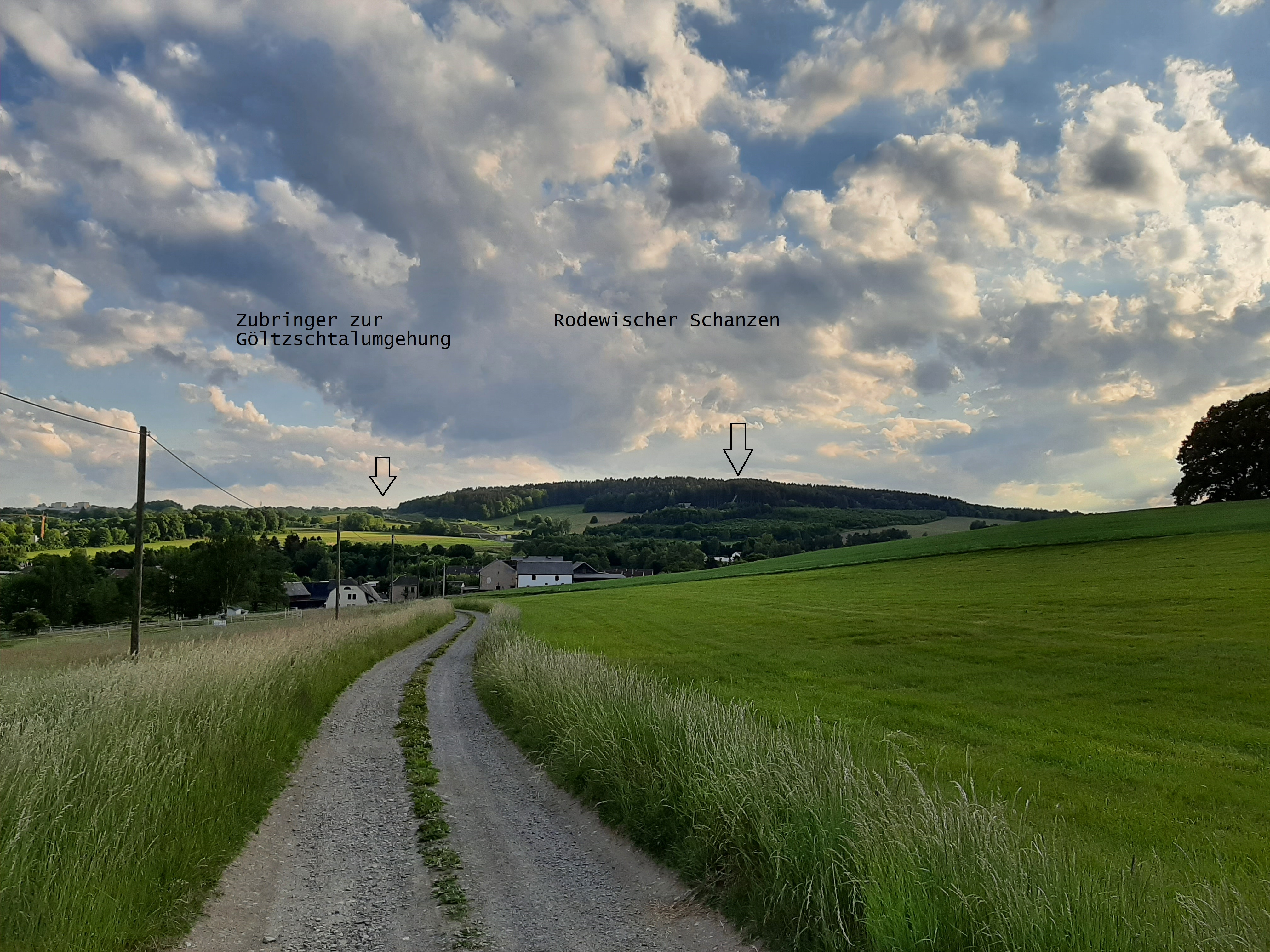
Blick auf die Rodewischer Sprungschanzen
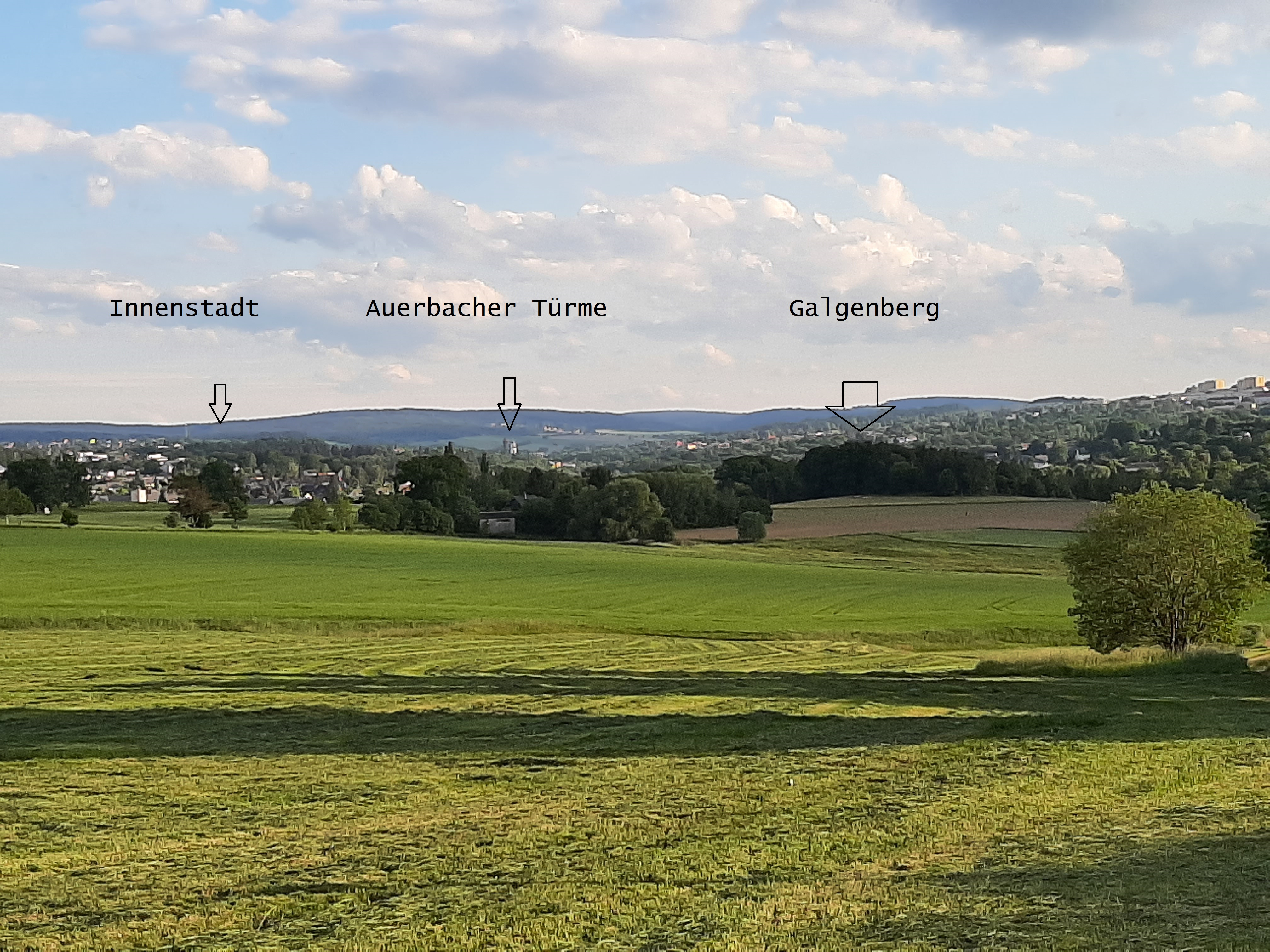
Galgenberg in Rodewisch von den Winkelhäusern aus

### Gewässer

#### Fließgewässer

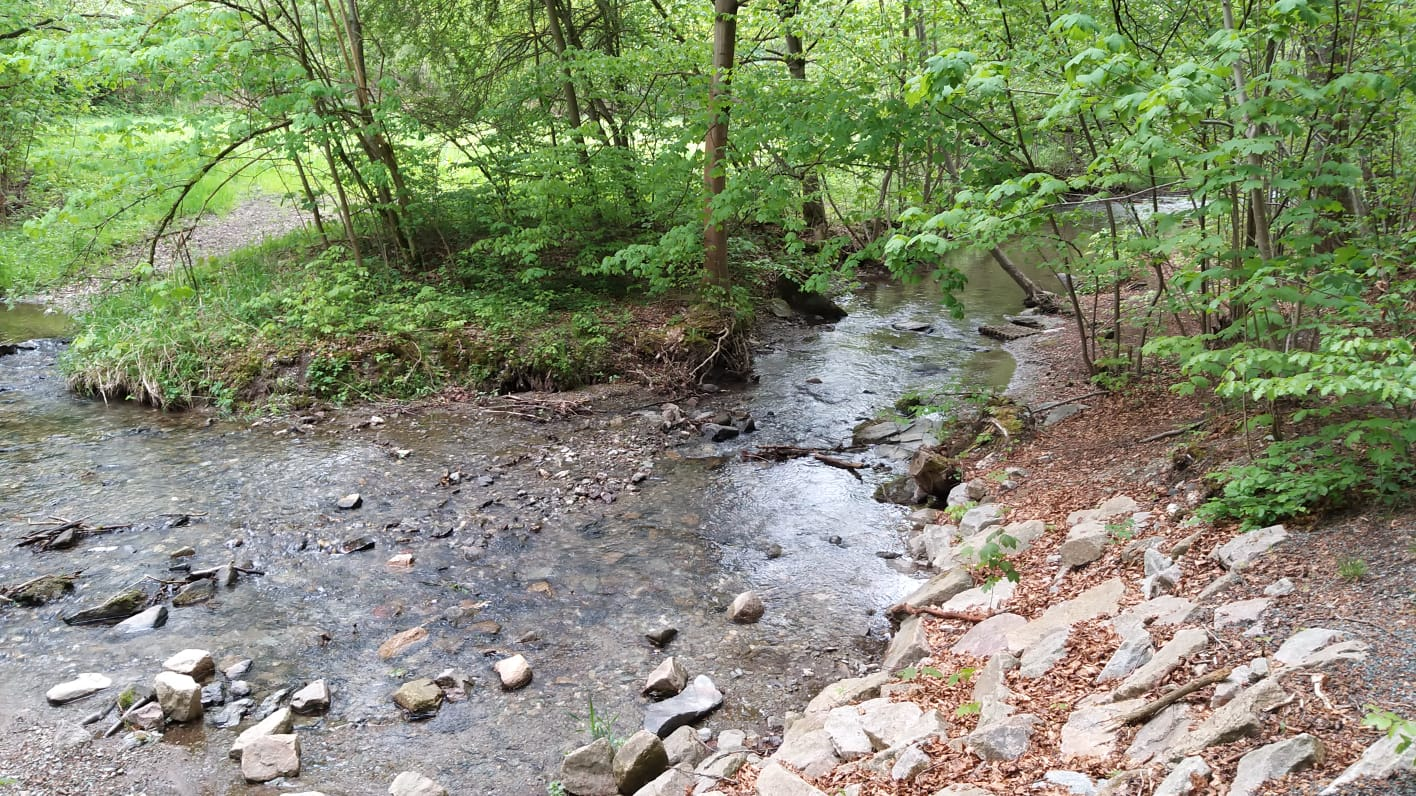
Pöltzsch am Poetenweg

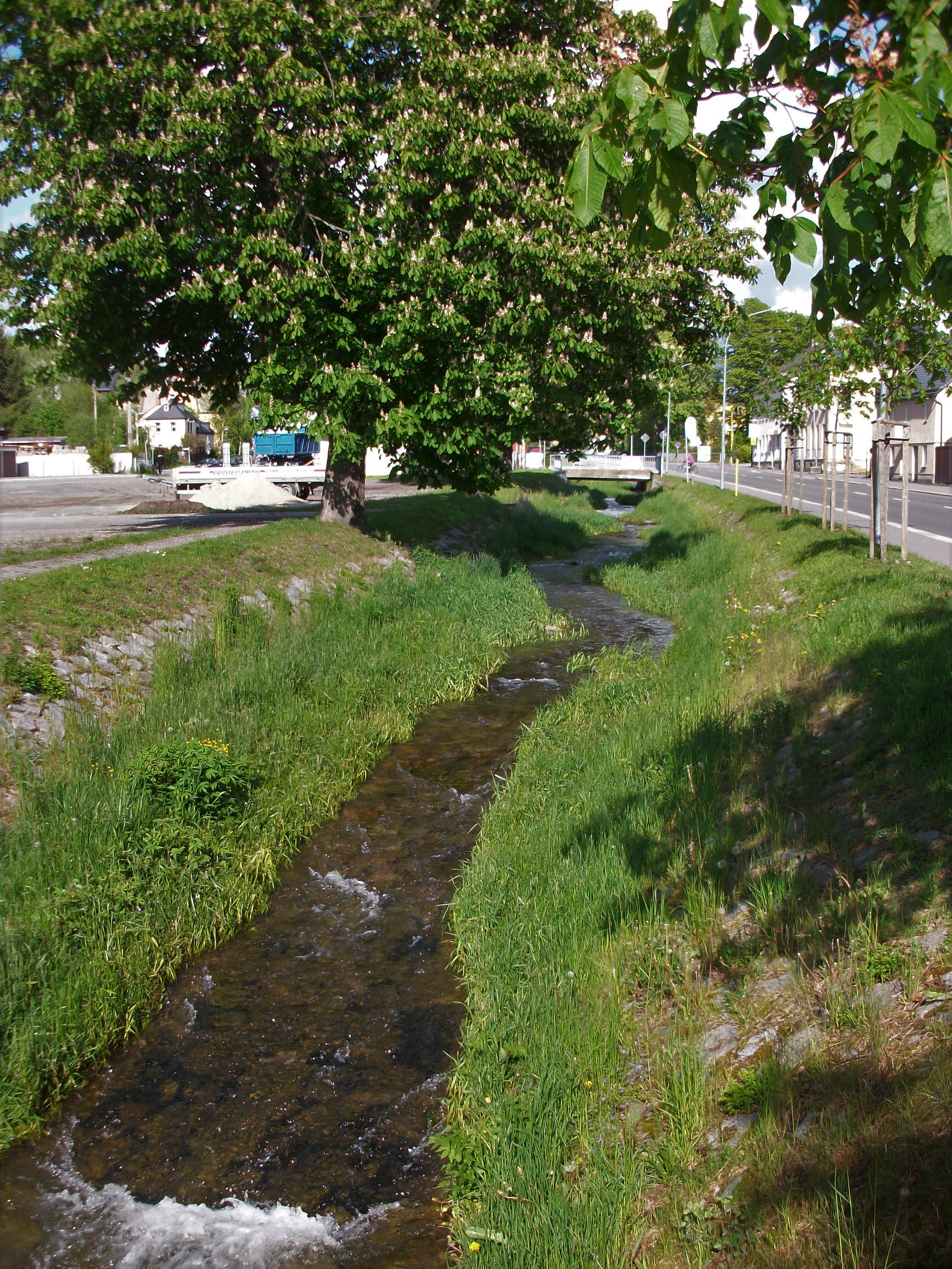
Wernesbach am Anger

Neben zahlreichen nicht näher benannten Bächen in den Wäldern südöstlich und westlich des Stadtgebiets durchfließen das Stadtgebiet einige größere Bäche und der Fluss Göltzsch. Die Göltzsch, die ihr Quellgebiet in der Nähe von Hammerbrücke hat und über die Weiße Elster, die Saale und die Elbe bis in die Nordsee entwässert, führt von Auerbach in Richtung Lengenfeld durch das Stadtgebiet. Während im Stadtpark zum großen Teil Überflutungsflächen vorhanden sind, ist in der Innenstadt eine Bachmauer nötig. Die ursprüngliche, um die 100 Jahre alte Mauer, wurde in Folge der Hochwasser von 2002 und 2013 stark in Mitleidenschaft gezogen, besonders im Bereich der Uferstraße, der Oberen Uferstraße und der Parkstraße. Dort wurde sie in den Folgejahren durch einen Neubau ersetzt. In Richtung Lengenfeld ist nach dem Ortsausgang wiederum keine Befestigung vorhanden, da genug Wiesenflächen vorhanden sind. Die Kläranlage lässt dort auch Wasser zufließen.

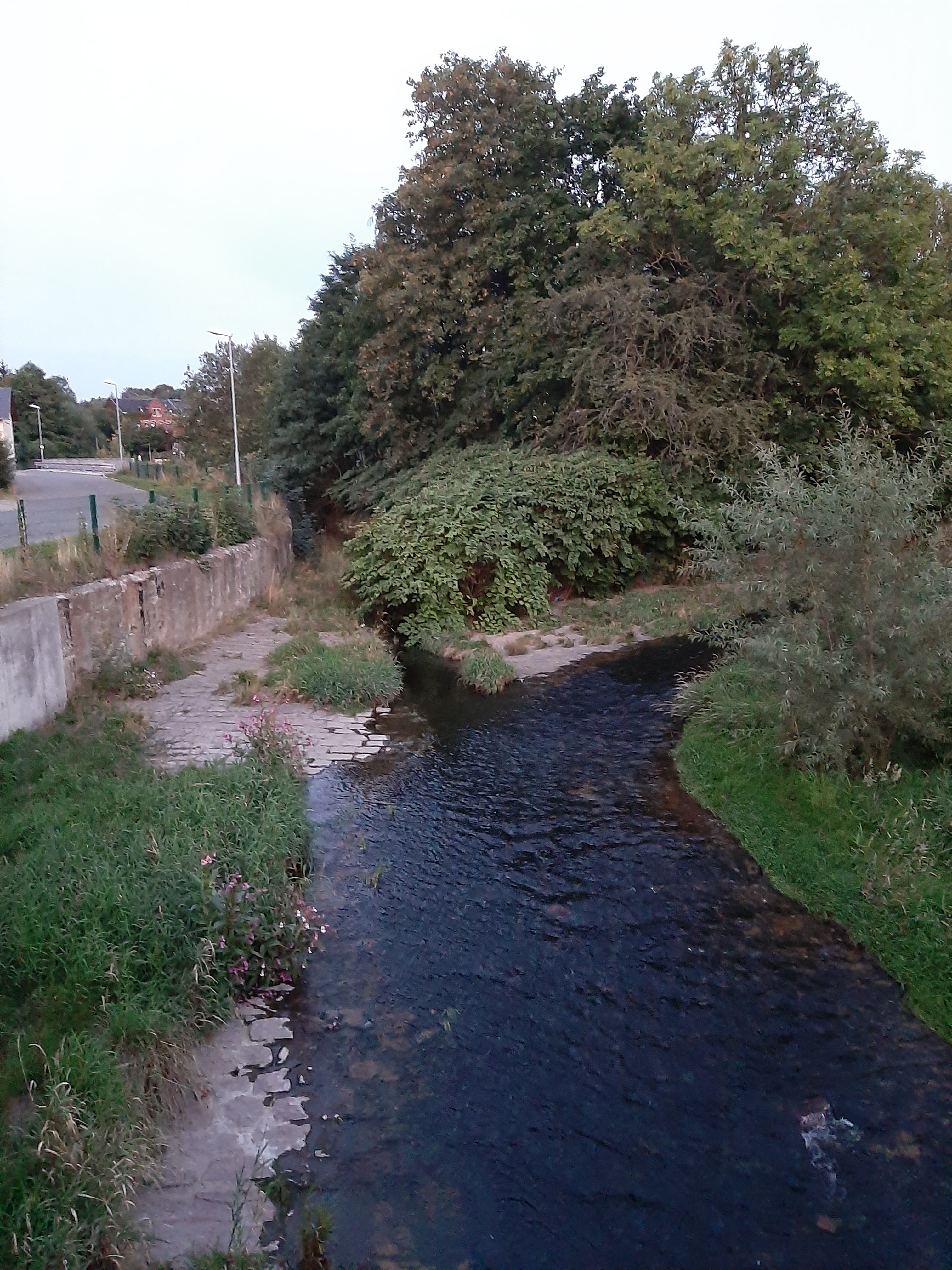
Mündung des Wernesbaches in die Göltzsch

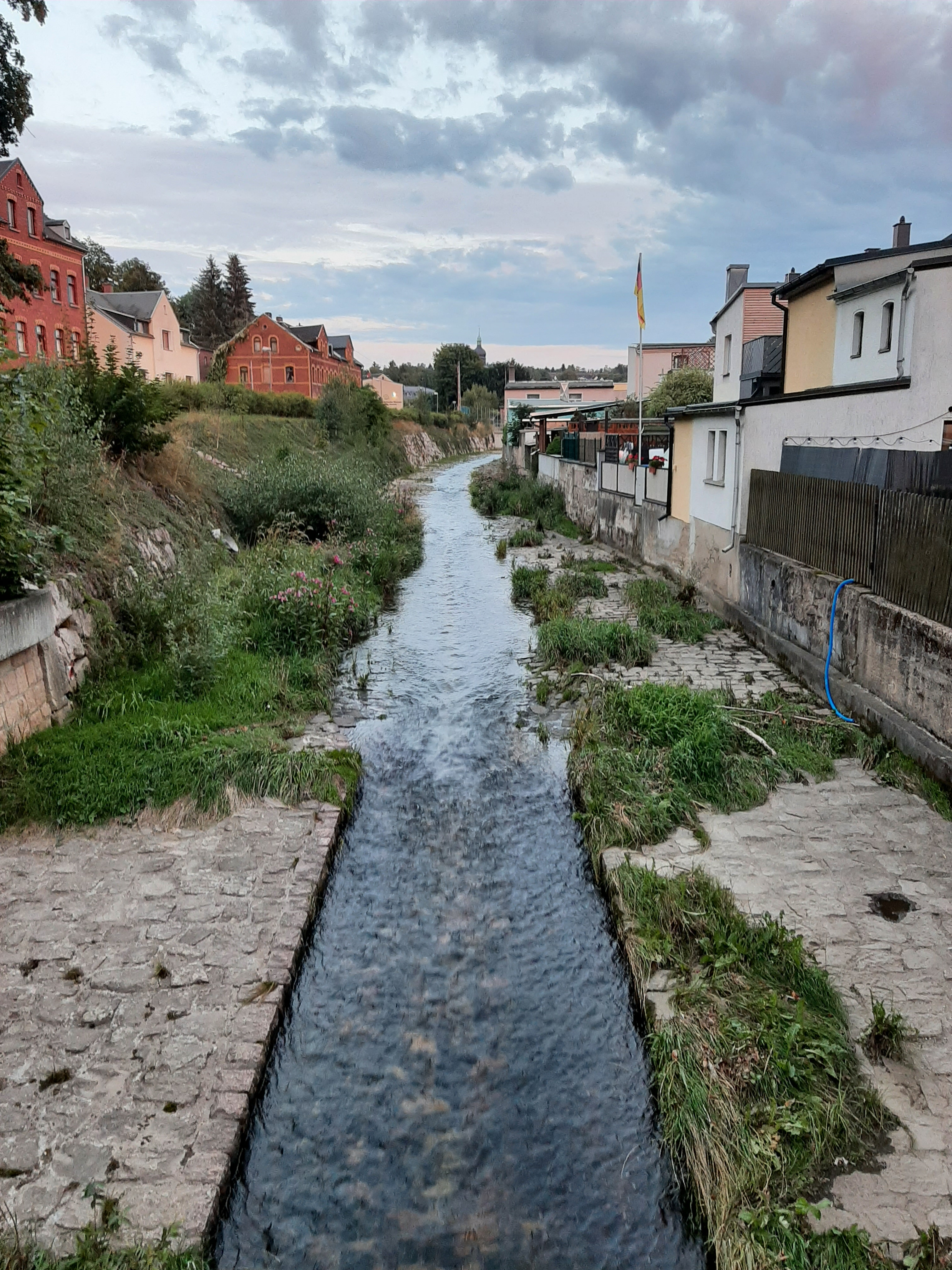
Die Göltzsch an der Messstelle. Ganz in der Nähe befindet sich auch der Galgenberg.

Im Bereich der Stadt fließen zwei rechte Nebenbäche zu. Der erste Zufluss ist die Pöltzsch (Eulenwasser), die von Osten kommend zunächst den Gondelteich der Schloßinsel speist und dann im Stadtpark kurz oberhalb der Parkbrücke in die Göltzsch mündet. Der zweite Zufluss ist der Wernesbach, der am Nordhang des Kuhberges auf etwa 719 m ü. NN. entspringt und von Rothenkirchen über Wernesgrün bis nach Rodewisch fließt, um dort nahe der Feuerwache am Göltzschplatz der Göltzsch zuzufließen. Der Lauf des Wernesbaches entspricht dabei in etwa dem der Bundesstraße zwischen Wernesgrün und Rodewisch. Dabei weitet sich das Tal nach und nach von einem Kerbsohlental zu einem Sohlental. In den Wernesbach fließt der Wiedenberger Teichbach.
Die Innenstadt liegt zwischen den Zuflüssen beider rechter Nebenflüsse. Die größten Teile des Stadtgebietes entwässern direkt in die Göltzsch oder über den Wernesbach oder die Pöltzsch indirekt auf dem Stadtgebiet in die Göltzsch. Jenseits des Bergrückens zwischen Rodewisch und Röthenbach (nördlich) fließen allerdings einige kleinere namenlose Wald- und Wiesenbäche über den ebenfalls über Rodewischer Gebiet verlaufenden Plohnbach indirekt in die Göltzsch. Die Gewässergüte ist heute angegeben mit I und II.
Auf Rodewischer Flur gibt es Gewässer-Meßstellen. Die Messstelle Rodewisch 1 (Meßstellenummer 57721.1), die bei Kilometer 26,2 der Göltzsch (auf linker Seite) liegt, werden die Wasserdurchflüsse seit April 1997 gemessen. Im hydrologischen Handbuch des Sächsische Landesamtes für Umwelt, Landwirtschaft und Geologie werden die monatlichen Durchflüsse bis Ende 2015 aufgeführt. Die höchste Durchflussrate wurde demnach am 2. Juni 2013, während des Hochwassers 2013, mit 54,8 m³/s verzeichnet. Keine drei Monate danach, am 27. August, wurde der niedrigste Durchfluss mit lediglich 0,022 m³/s aufgezeichnet. Die mittleren jährlichen Durchflusswerte schwanken im oben genannten Zeitraum zwischen 1,27 m³/s (2013) und 0,412 m³/s. In den meisten Jahren fließt in der Göltzsch in Rodewisch in den Wintermonaten (November bis April) mehr Wasser als in den Sommermonaten (Mai bis Oktober). Ausnahmen sind die Jahre 2007 und 2014. Die Messstation befindet sich in einer Höhe von 414,93 m. ü. HN (Höhen-Null bezogen auf Kronstadt). An diesem Ort hat die Göltzsch ein Einzugsgebiet von 71,7 km².
In Rodewisch gibt es einen Göltzschpegel, von dem dauerhaft Werte aufgenommen werden. Er befindet sich an der Mozartstraße.
| Parameter                                   | Messstelle Rodewisch 1 (Meßstellennummer 57721.1)           |
| ------------------------------------------- | ----------------------------------------------------------- |
| Höhe                                        | 414, 928 m ü. HN                                            |
| Lage                                        | 26,2 km links                                               |
| Beobachtungsbeginn                          | 01. April 1997                                              |
| höchster mittlerer jährlicher Durchfluss    | 1,27 m³/s (2013)                                            |
| niedrigster mittlerer jährlicher Durchfluss | 0,412 m³/s (1997; nur April bis Dezember) 0,439 m³/s (2014) |
| oberste Durchflußwerte                      | 54,8 m³/s (02. Juni 2013)                                   |
| niedrigste Durchflußwerte                   | 0,022 m³/s (27. August 2003)                                |

Im Falle von Hochwasser gelten folgende Richtwerte für Hochwasserwarnstufen:
- Alarmstufe 1: 90 cm
- Alarmstufe 2: 110 cm
- Alarmstufe 3: 130 cm
- Alarmstufe 4: 170 cm

#### Stehende Gewässer

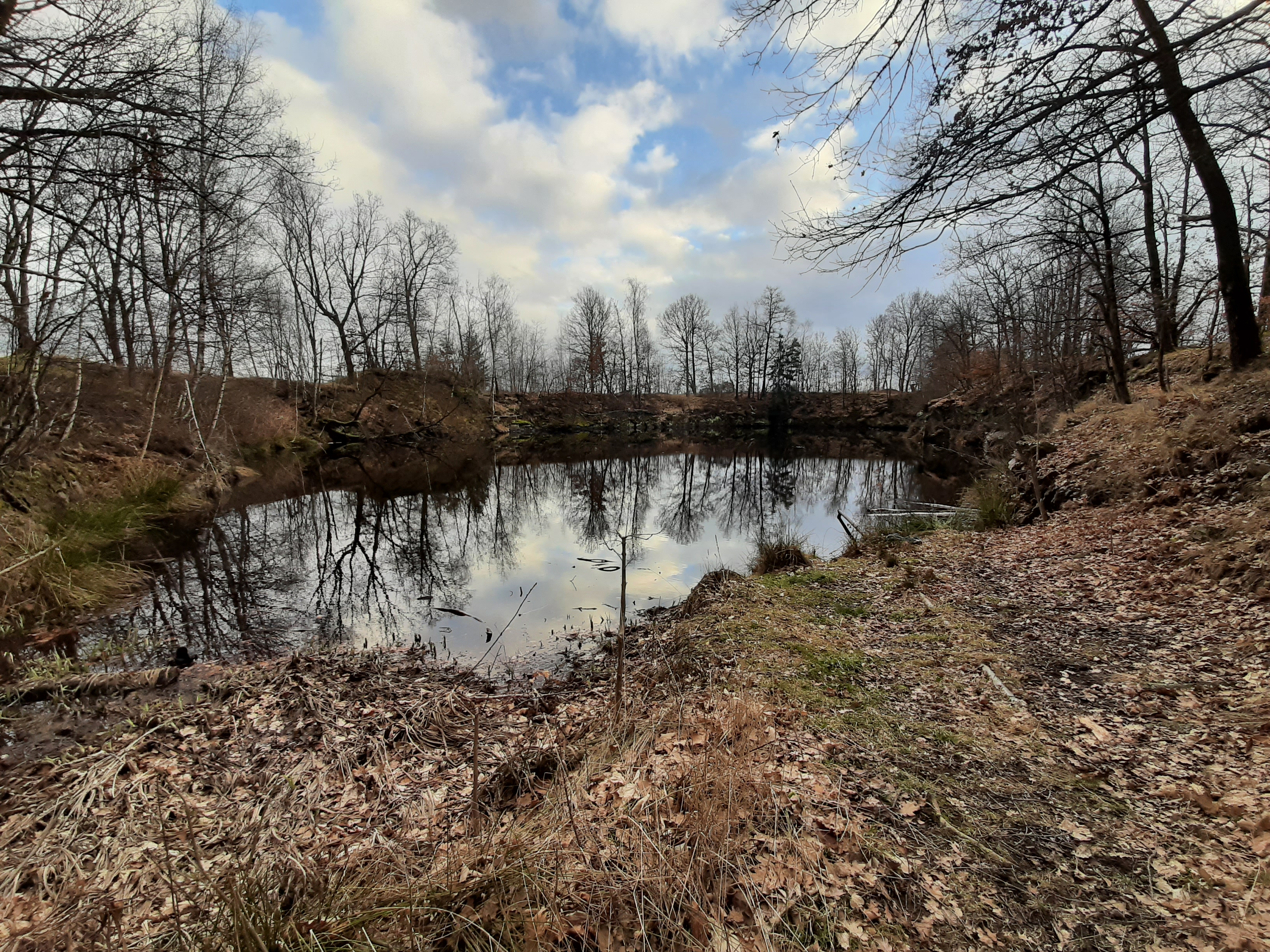
Silbersee

Um die Rodewischer Schloßinsel befindet sich der Gondelteich, der durch die Pöltzsch gespeist wird. Im Gondelteich sind Karpfen, die zu seiner Verschlammung beitragen. Der Teich wurde deshalb schon mehrmals ausgebaggert, nachdem das Wasser abgelassen wurde. Auf der Schloßinsel befindet sich auch das Gelände der Wasserburg, einer der ersten Besiedlungsorte auf Rodewischer Gebiet. Die Wasserburg ist ebenfalls von einem Wassergraben, der mit dem Gondelteich verbunden ist, umgeben.

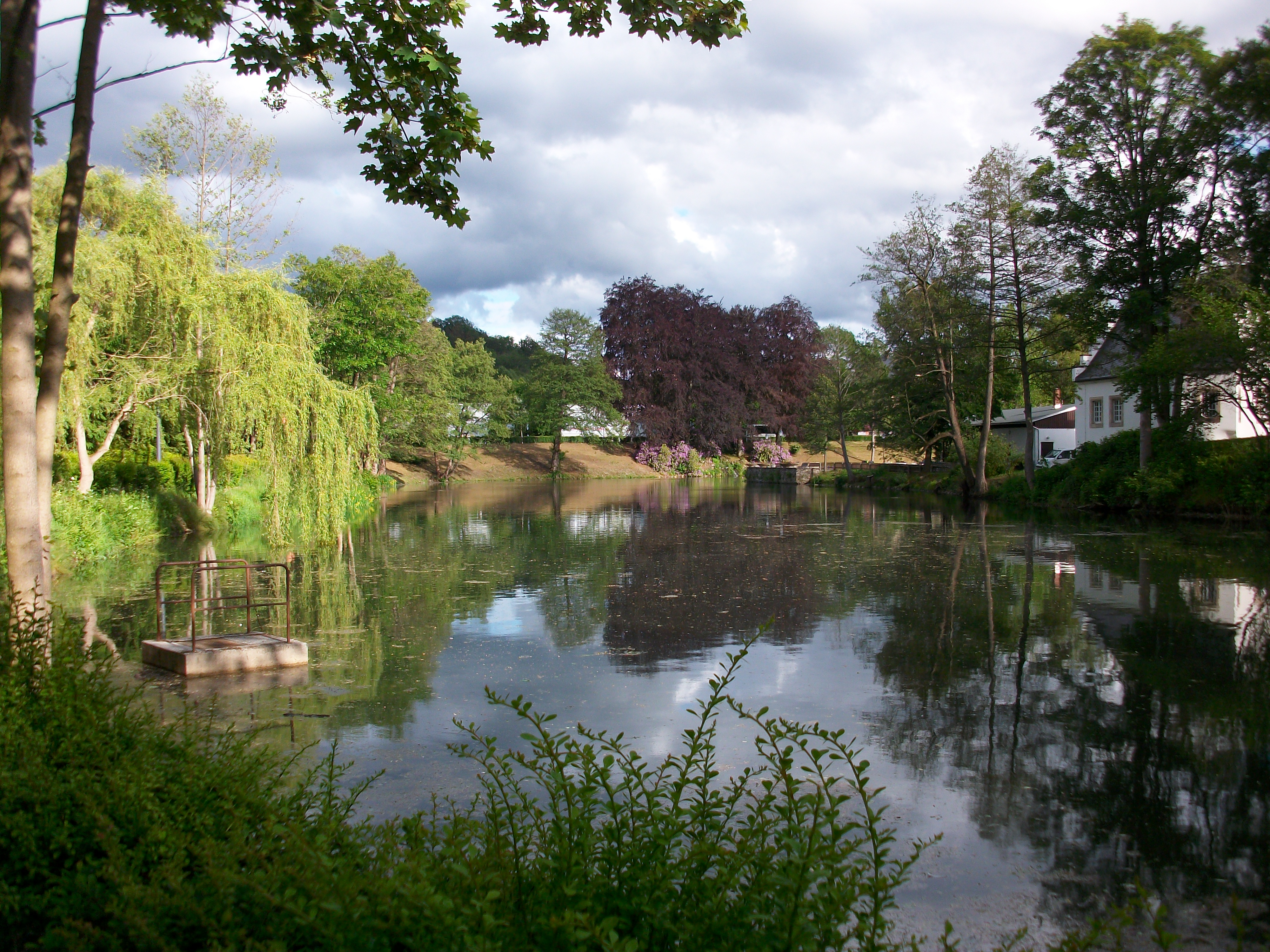
Gondelteich (rechts die Schloßinsel)

Im Ortsteil Niederauerbach befand sich früher die Rodewischer Brauerei. Nach dem Gründer wird ein oberhalb des Brauereigeländes gelegener Teich Schmidts Teich genannt. Dieser ist heute der Öffentlichkeit nicht mehr zugänglich. Früher wurden im Winter, als der Teich zugefroren war, Eisblöcke herausgeschnitten und zur Kühlung des Bieres genutzt. Der Teich ist mit der Göltzsch durch einen unterirdischen Kanal verbunden. Dieser mündet ungefähr in Höhe der Niederauerbacher Straße, an deren oberem Ende der Teich gelegen ist.
An der Straße von Rodewisch nach Röthenbach gelegen befindet sich der Eulenteich. Flächenmäßig ist er der größte See Rodewischs. In Richtung Wildenau befinden sich die Merlesteiche, die allerdings knapp außerhalb des Stadtgebiets liegen. Oberhalb des Bahnhofs in der Nähe der Alten Töpferei befindet sich der Silbersee, vermutlich ein ehemaliger Steinbruch.

### Flächennutzung
Seitens der Stadtverwaltung wird die Fläche des Stadtgebiets mit 2689,46 ha, seitens der sächsischen Statistik mit 2688 ha, angegeben. 882,2 ha sind davon mit Wald bedeckt. Der Anteil der Waldfläche an der Gesamtfläche beträgt somit rund 32,8 %. Da der Waldanteil deutschlandweit 30,1 % beträgt ist das ein durchschnittlicher Wert. 363 ha sind bebaut (davon 178 ha Wohnfläche, 104 ha Gewerbefläche, 7 ha Steinbruch u. Ä., 28 ha Erholungs- und Freizeitfläche). 129 ha sind Verkehrswege. Landwirtschaftliche Nutzflächen waren Ende 2020 1238 ha, Gewässer 19 ha. Insgesamt waren 2177 ha mit Vegetation bedeckt (Wald und landwirtschaftliche Nutzfläche).
| Nutzung                 | Fläche (ha)         |
| ----------------------- | ------------------- |
| Vegetationsfläche       | 2177                |
| davon landw. Nutzfläche | 1238                |
| davon Wald              | 0882,2              |
| Siedlungsfläche         | 0363                |
| davon Wohnfläche        | 0178                |
| davon Gewerbefläche     | 0104                |
| Verkehrswege            | 0129                |
| Gewässer                | 0019                |
| Gesamtfläche            | 2688 (bzw. 2689,46) |

Seit 2004 verfügt Rodewisch über einen beständigen Flächennutzungsplan, aus dem heraus bauliche Satzungen und Bebauungspläne für verschiedene Bereiche entwickelt werden.

## Klima

Klimadiagramm Rodewisch (1976 – 2006)

Durch Harald Hutschreuter wurde in Rodewisch schon seit Jahrzehnten das Wetter aufgezeichnet. Die Messergebnisse wurden quartalsweise in der Freien Presse veröffentlicht. Seit einigen Jahren werden die Aufzeichnungen durch die Sternwarte fortgeführt. Die Messungen erfolgen auf 500 m ü. NN auf der Rützengrüner Höhe. Der historische Temperaturkorridor reicht von +35 bis −37 °C. Durch die Lage im Vorland des Erzgebirges, das eine Pultscholle in West-Ost-Ausrichtung ist, stauen sich Wolken auf, so dass es zu ausreichend Regenfällen kommt. Der Wald des Erzgebirgsvorlands ist deshalb nicht so stark von Dürre betroffen wie andere Teile Deutschlands.
Die nächste offizielle Wetterstation ist auf 465 m in Treuen. Die nachfolgenden Werte basieren auf der Datenbasis von Mai 2017 bis April 2022. Die mittleren Temperaturwerte reichen von 0,9 °C im Januar bis 18,0 °C im Juli bzw. im August. Die absoluten Temperaturextremwerte betragen in diesem Zeitraum 35,8 °C (in einem Juni) und −20,7 °C (in einem Februar). Im Zeitraum vielen durchschnittlich 679 l/m² Niederschlag.

## Politische Geographie

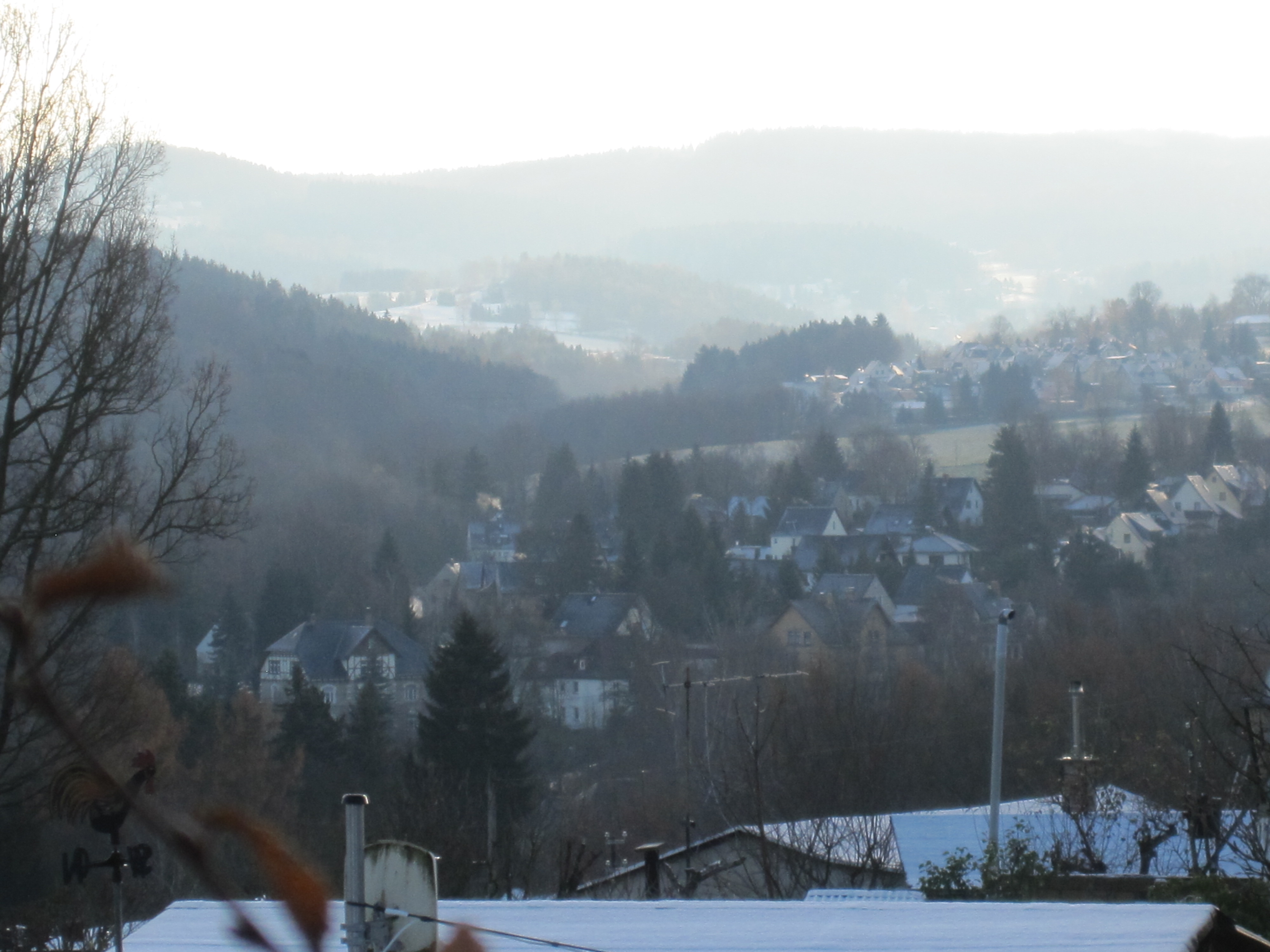
Rodewisch und Umgebung vom Bahnhof aus

### Ortschaften
Zu Rodewisch gehören laut sächsischem Liegenschaftskataster die Gemarkungen 1330 Rodewisch, 1331 Röthenbach und 1332 Rützengrün.
|                                                  | Ortschaft  | Einwohner | Fläche    | Einwohnerdichte        |
| ------------------------------------------------ | ---------- | --------- | --------- | ---------------------- |
|                                                  | Rodewisch  | 5867      | 18,26 km² | 321,3 Einwohner je km² |
|                                                  | Rützengrün | 318       | 5,19 km²  | 61,3 Einwohner je km²  |
|                                                  | Röthenbach | 285       | 3,43 km²  | 83,1 Einwohner je km²  |
|                                                  | Gesamt     | 6470      | 26,88 km² | 240,7 Einwohner je km² |
| Daten für Einwohner: Angaben der Stadt Rodewisch |            |           |           |                        |

Rützengrün wurde am 1. Juli 1992 nach Rodewisch eingemeindet. Röthenbach folgte im Januar 1994 und war vorher bereits vom 1. Juli 1950 bis zum 19. Juni 1957 ein Ortsteil von Wildenau.

### Ortslagen
Weiterhin gehören zu Rodewisch die ehemaligen Stadtteile Niederauerbach, Obergöltzsch und Untergöltzsch, aus denen die heutige Stadt Rodewisch zum 9. Februar 1856 hervorgegangen ist.
Zudem gibt es die Siedlungen Georgengrün, Ludwigsburg, Neudorf, Schleegasse und Zeidelweide sowie die Gendarmerie- und die Randsiedlung in Richtung Auerbach bzw. Treuen/Lengenfeld sowie die Häusergruppen Rebesbrunn und Wiedenberg sowie die Winkelhäuser. Alle diese Ortslagen liegen in der Gemarkung Rodewisch.

### Nachbargemeinden
Rodewisch ist nicht komplett vom Vogtlandkreis umschlossen, sondern grenzt im Nordosten auch an die Stadt Kirchberg im Landkreis Zwickau sowie im Südosten an Schönheide im Erzgebirgskreis. Eine Besonderheit, die sich aus den Eingemeindungen der beiden Ortschaften ergibt, ist, dass Rodewisch die einzige Kommune des Vogtlandkreises ist, die an die Gemeinde Steinberg grenzt.
| Stadt Lengenfeld im Vogtlandkreis |                                             | Stadt Kirchberg im Landkreis Zwickau   |
| Stadt Treuen im Vogtlandkreis     | Kompassrose, die auf Nachbargemeinden zeigt | Gemeinde Steinberg im Vogtlandkreis    |
|                                   | Stadt Auerbach im Vogtlandkreis             | Gemeinde Schönheide im Erzgebirgskreis |

## Belege
1. ↑  Auerbach-Rodewisch | BFN. Abgerufen am 21. April 2022.
2. ↑  Untere Lagen des Westerzgebirges | BFN. Abgerufen am 21. April 2022.
3. ↑  Vogtlandkreis. Abgerufen am 21. April 2022.
4. ↑  Stadt Rodewisch - Rützengrün. Abgerufen am 13. August 2023.
5. ↑  Geoportal - Sachsenatlas. Abgerufen am 21. April 2022.
6. ↑  https://digital.slub-dresden.de/werkansicht/dlf/14216/45
7. ↑  Karte: Oberflächenwassermessstellen - Cadenza Web. Abgerufen am 22. April 2022.
8. ↑  Referat Kommunikation und Öffentlichkeitsarbeit: Hydrologisches Handbuch - Publikationen - sachsen.de. In: Teil 5: Haupttabelle der oberen Durchflußextremwerte. Landesamt für Umwelt, Landwirtschaft und Geologie, 24. Juli 2017, S. 170, abgerufen am 20. Mai 2022.
9. ↑  Referat Kommunikation und Öffentlichkeitsarbeit: Hydrologisches Handbuch - Publikationen - sachsen.de. In: Teil 6: Haupttabelle der unteren Durchflußextremwerte. Landesamt für Umwelt, Landwirtschaft und Geologie, 24. Juli 2017, S. 170, abgerufen am 20. Mai 2022.
10. ↑  Referat Kommunikation und Öffentlichkeitsarbeit: Hydrologisches Handbuch - Publikationen - sachsen.de. In: Teil 4: Haupttabelle der mittleren Durchflußwerte. Sächsisches Landesamt für Umwelt, Landwirtschaft und Geologie, 24. Juli 2017, S. 170, abgerufen am 20. Mai 2022.
11. ↑  Referat Kommunikation und Öffentlichkeitsarbeit: Hydrologisches Handbuch - Publikationen - sachsen.de. In: Teil 1: Pegelverzeichnis. Landesamt für Umwelt, Landwirtschaft und Geologie, 24. Juli 2017, S. 42, abgerufen am 20. Mai 2022.
12. ↑  Sächsisches LAndesamt für Umwelt, Landwirtschaft und Geologie: Hydrologisches Handbuch - Publikationen - sachsen.de. Teil 4: Haupttabelle der mittleren jährlichen Durchflußwerte. Teil 5: Haupttabelle der oberen Durchflußwerte. Teil 6 Haupttabelle der unteren Durchflußwere. 24. Juli 2017, S. 170–172, abgerufen am 27. Dezember 2023.
13. ↑  Stadt Rodewisch - Lage der Stadt. Abgerufen am 21. April 2022.
14. ↑  Sächsische Informatik Dienste Niederlassung Kamenz: Regionaldaten Gemeindestatistik Sachsen. Abgerufen am 21. April 2022.
15. ↑  Stadt Rodewisch - Bauleitpläne. Abgerufen am 21. April 2022.
16. ↑  Wetternetz Sachsen. Abgerufen am 21. April 2022.
17. ↑  Klima Rodewisch. Abgerufen am 20. Mai 2022.
18. ↑  Vermessungsverwaltung des Freistaates Sachsen
Staatsbetrieb Geobasisinformation und Vermessung
Sachsen: Auszug aus dem Liegenschaftskataster. (PDF) Freistaat Sachsen, 1. April 2022, abgerufen am 29. Mai 2022.